# City Life (videojuego)
City Life es un Videojuego de construcción de ciudades desarrollado por Monte Cristo. Es el primer juego de esta índole que permite al jugador trabajar en un entorno completamente en 3D. Es publicado en Francia por Focus, en el Reino Unido y Alemania por Deep Silver y en Norteamérica por CDV. Fue lanzado el 12 de mayo de 2006 en Europa, pocos días después en Estados Unidos y el 17 de agosto de ese mismo año salió la versión para Nintendo DS.

## Información
City Life nació como una alternativa a los videojuegos del mismo género y a la vez, se inspiró en ellos, al igual que en la sagaSimCity o en Utopia, al jugador se le permite personalizar las carreteras de sus ciudades, los edificios, las finanzas y las ordenanzas, entre otras cosas. Es la primera vez que se le permite al jugador ver sus ciudades en 3D e incluye seis clases socioeconómicas. Existen hasta seis clases o culturas urbanas diferentes: Élite, Burgués, Intelectual, Asalariado, Minoría y Necesitados. Se guían por un esquema relacional en forma de hexágono, por ejemplo la Élite se lleva bien con la Burguesía y los Intelectuales, mientras que en la otra punta del hexágono se encuentran los Necesitados, con los que fluye el odio. Así para todas las demás clases.
City Life propone dos modos de juego diferentes: Modo Libre y Modo Escenarios.
En el Modo Libre no existen restricciones. Se trata de elegir un tipo de entorno -el espectro de terrenos oscila entre zona tropical, costa, y montaña-, emplazar un ayuntamiento o centro de operaciones, y comenzar a edificar. El único objetivo es hacer prosperar nuestra urbe, de modo que todos y cada uno de los futuros habitantes se encuentren a gusto en su barrio, tengan casa, trabajo y ocio, y no se lleven mal con sus vecinos.
Esto se cumple de manera idéntica para el Modo Escenarios, pero con una variante. Aquí tenemos que gestionar la ciudad en pos de conseguir determinadas metas que se nos impondrán dependiendo de la fase que hayamos seleccionado. En cada uno de los 22 niveles se proponen tres objetivos principales, los cuales nos otorgarán las llaves de bronce, plata y oro de cada ciudad, en orden ascendente de dificultad para cada juego de llaves.
Conforme el jugador desarrolle la ciudad se irán configurando los distintos barrios de la ciudad, y surgirán los primeros conflictos. Si en una avenida existen residencias de culturas opuestas, es muy probable que haya hostilidades.
Existen varios niveles de conflicto, desde las quejas sutiles hasta los disturbios en plena calle. Los ciudadanos más radicales provocarán incendios en las zonas urbanas que causen conflictos, haciendo necesaria la intervención de las fuerzas especiales de la ciudad, así como de los bomberos.
Y es que todo el juego está marcado por este hexágono social: para cada cultura existe un tipo de casa, industria, lugar de ocio o abastecimiento. Se trata de un planteamiento que deja entrever una solapada crítica a la jerarquía de clases de la sociedad actual.
A comparación de la saga SimCity, en este caso la mayor parte del juego se ve simplificado, salvo por la necesidad de crear un buen puzze social. El crecimiento económico de la ciudad estará mucho más influido por nuestra habilidad a la hora de proporcionar trabajo, educación y felicidad a la gente, que por la propia gestión financiera. A pesar de ello, si lo hacemos mal siempre podemos pedir un crédito o aumentar los impuestos.

## Expansiones

### World Edition
Nueva reedición de City Life lanzada el 30 de diciembre de 2006, cuyas mejoras son la inclusión de un centenar de edificios nuevos, incluyendo monumentos emblemáticos e históricos, y un potente y complejo editor de estructuras y edificios para personalizar la ciudad.

#### City Life Deluxe
Anunciada en la misma fecha, incluye el juego completo más la expansión World Edition.

### 2008 Edition
Anunciada el 30 de agosto de 2007 y finalmente lanzada el 15 de febrero de 2008, anunciada por Focus y Monte Cristo. Incluye más de 60 edificios nuevos, monumentos de la vida real, nuevos escenarios, 10 mapas y una versión mejorada del Editor.

### Versión de Nintendo DS
El 7 de agosto de 2009 fue lanzada en Europa, una versión del juego para esta consola.

## Problemas
Muchos usuarios manifestaron que tienen problemas al iniciar el juego. A veces podía quedarse congelado durante la carga si la tarjeta gráfica no era compatible con el Pixel Shaders requerido. Este problema solo se solucionada actualizando hasta la versión más reciente del hardware.

## Recepción
La nota general varía entre un 8 a 7. Destacando positivamente la innovación y el nuevo motor gráfico pero también hubo una crítica negativa que resalta la falta de profundidad en el control de la ciudad u otras características como la inexistencia de una diversidad de climas o de desastres.